# Trieces femoralis
Trieces femoralis är en stekelart som beskrevs av Valentina I. Tolkanitz 2004. Trieces femoralis ingår i släktet Trieces och familjen brokparasitsteklar. Inga underarter finns listade i Catalogue of Life.